# Омский государственный медицинский университет
Омский государственный медицинский университет (ОмГМУ, ОГМУ) — высшее медицинское учебное заведение в Омске.
В 2014 году агентство «Эксперт РА», включило ВУЗ в список лучших высших учебных заведений Содружества Независимых Государств, где ему был присвоен рейтинговый класс «D». В 2016 году Европейская научно-промышленная палата ARES-2016 присвоила Омскому медуниверситету рейтинг BB+ (надёжное качество преподавания и востребованность выпускников на рынке труда), с которым он занял 66 место в рейтинге университетов с европейскими стандартами, войдя таким образом в десятку лучших медицинских вузов России и опередив Новосибирский, Санкт-Петербургский, Красноярский и другие вузы этого профиля.

## История
Создан в 1920 году как медицинское (лечебное) отделение при Сибирском ветеринарно-зоотехническом институте. Одним из основателей был В. Е. Клячкин.
В 1921 году, по инициативе доктора медицины, уполномоченного Народного комиссариата здравоохранения по Сибири П. Н. Обросова, отделение было преобразовано в самостоятельный Западно-Сибирский государственный медицинский институт. Основателем и первым ректором института был доктор Н. К. Иванов.
В 1931 году был создан педиатрический факультет. У истоков его создания стояла профессор О. Д. Соколова-Пономарёва. В 1938 году создан санитарно-гигиенический факультет (переименованный в 1989 году в медико-профилактический факультет).
В 1930-е годы в институте были аресты студентов по политическим мотивам. Так, Андрей Пантюхов был арестован в 1934 году в день защиты дипломной работы и приговором Особого совещания «за организацию контрреволюционной группировки» был осужден на три года исправительно-трудового лагеря.
Стоматологический факультет был открыт в 1957 году.
В 1971 году награждён Орденом Трудового Красного Знамени.
Самым молодым факультетом является фармацевтический, открытый в 2002 году.
До марта 2015 года являлся академией, в настоящее время — университет.